# Drepanocentron mindanaicum
Drepanocentron mindanaicum är en nattsländeart som beskrevs av Wolfram Mey 1998. Drepanocentron mindanaicum ingår i släktet Drepanocentron och familjen Xiphocentronidae. Inga underarter finns listade i Catalogue of Life.